# Dar Es Salam (Diagourou)
Dar Es Salam (auch: Darsalam) ist ein Weiler in der Landgemeinde Diagourou in Niger.

## Geographie
Der Weiler befindet sich rund 15 Kilometer südlich des Hauptorts Diagourou der gleichnamigen Landgemeinde, die zum Departement Téra in der Region Tillabéri gehört. Zu den Siedlungen in der näheren Umgebung von Dar Es Salam zählen Bouppo im Südosten und Yélo Taka im Westen.
Dar Es Salam ist Teil der Übergangszone zwischen Sahel und Sudan. Die durchschnittliche jährliche Niederschlagsmenge beträgt hier zwischen 400 und 500 mm.

## Geschichte
Wie in zahlreichen anderen Orten in der Grenzregion zu Burkina Faso und Mali war es bis Mitte 2020 zu Angriffen nichtstaatlicher bewaffneter Gruppen gekommen. Am 16. Mai 2023 drangen bewaffnete islamistische Angreifer erneut in Dar Es Salam ein. Sie stellten der Bevölkerung ein Ultimatum, die Siedlung zu verlassen, da sie nicht ihren Glaubensüberzeugungen folgen würden. Daraufhin flohen Einwohner aus Dar Es Salam in die Departementshauptstadt Téra.

## Bevölkerung
Bei der Volkszählung 2012 hatte Dar Es Salam 794 Einwohner, die in 104 Haushalten lebten.

## Wirtschaft und Infrastruktur
Es gibt eine Schule in der Siedlung.